# Área de Conservação da Paisagem de Läänemaa Suursoo

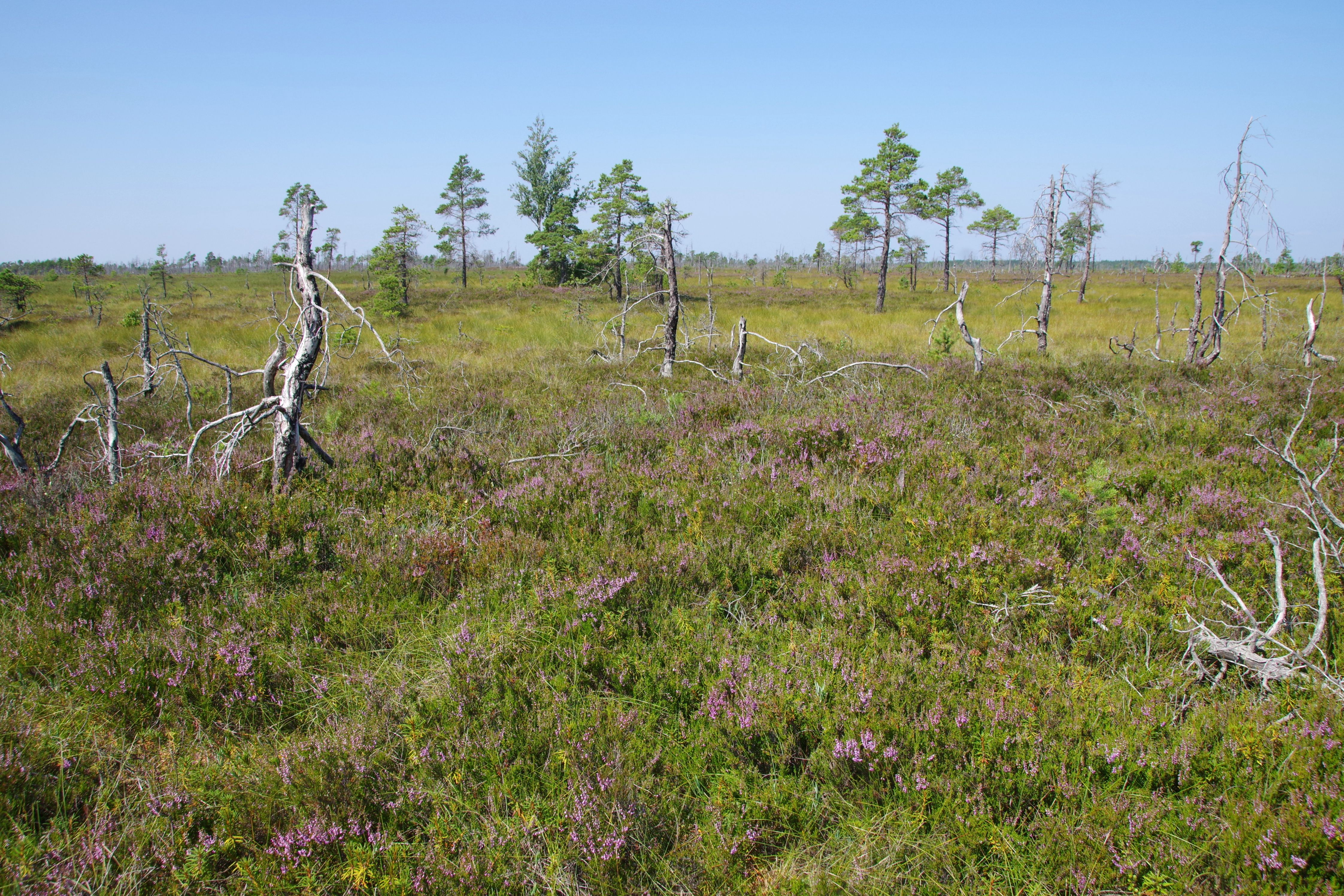
Área de Conservação da Paisagem de Läänemaa Suursoo

A Área de Conservação da Paisagem de Läänemaa Suursoo é um parque natural localizado no condado de Lääne, na Estónia.
A sua área é de 10304 hectares.
A área protegida foi fundada em 1981 para proteger Veskijärv e as suas áreas pantanosas circundantes. Em 2005, a área protegida foi reformulada para área de conservação paisagística.